# Petit Colombier
Petit Colombier  es un pequeño islote deshabitado y rocoso en la Colectividad de ultramar francesa de San Pedro y Miquelón, situada en la costa de la isla de San Pedro (Saint-Pierre) en el océano Atlántico. La isla tiene una superficie de alrededor de 0,00403 kilómetros cuadrados o lo que es lo mismo 4030 m². 
Petit Colombier tiene 130 metros de ancho y 62 metros de largo. La isla está a 0,17 kilómetros al noreste de la isla de Grand Colombier.  Junto con las islas llamadas Île aux Pigeons, Île aux Vainqueurs, Île aux Marins y Grand Colombier forma parte del pequeño archipiélago de Saint-Pierre.